# Ulryk I Założyciel
Ulryk I Wirtemberski, Ulrich I von Württemberg (ur. 1226, zm. 25 lutego 1265) –  hrabia Wirtembergii.

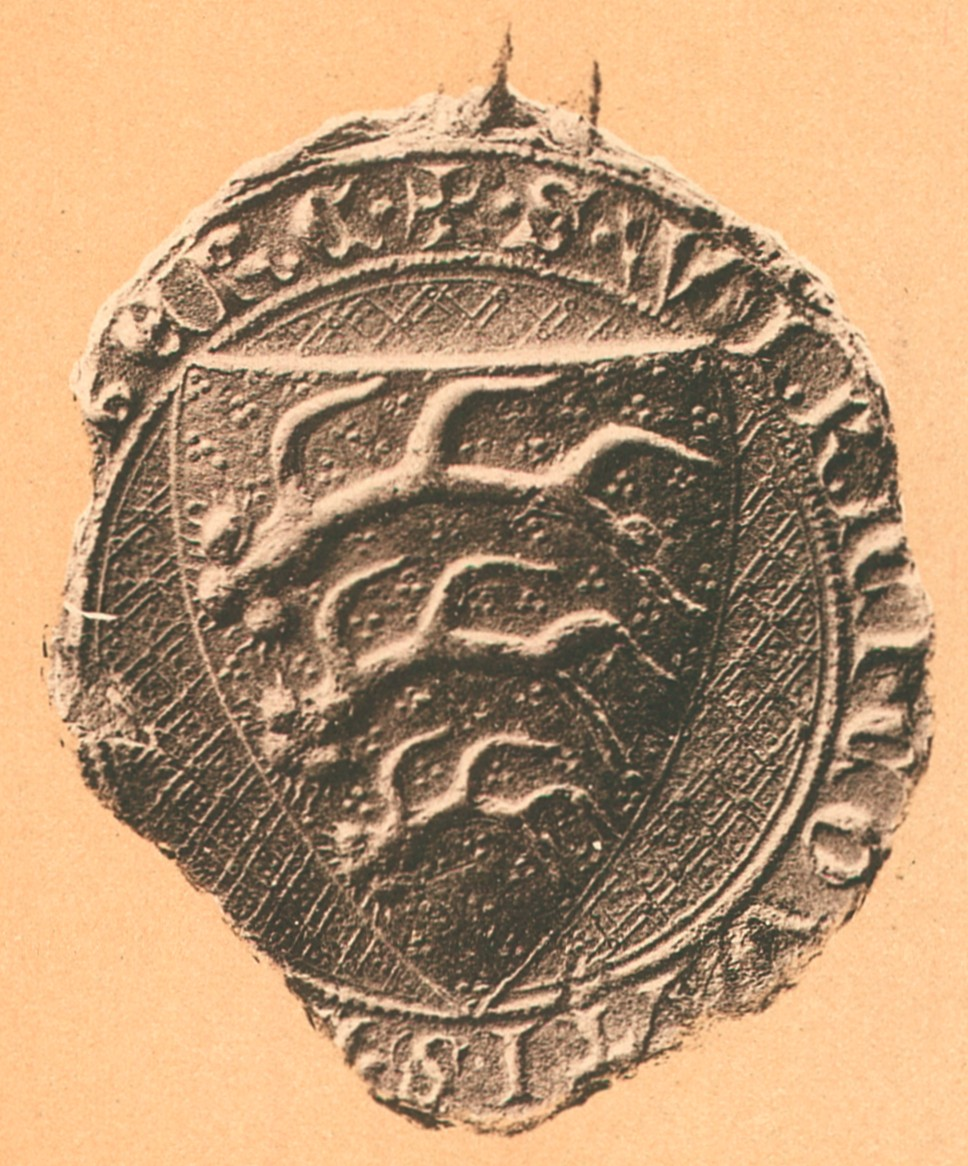
Pieczęć Ulryka I

Syn Hermana (s. Hartmanna I) i Irmingard von Ulten (c. Ulryka). Był dwukrotnie żonaty. 
Pierwszą żoną była Matylda, córka Hermana V, margrabiego Badenii. Ślub odbył 4 kwietnia 1251 roku. Para miała troje dzieci:
- Ulryk II Wirtemberski (1253-1279) – hrabiego Wirtembergii
- Agnieszka (1264-1305) – żona Konrad IV hrabiego Öttingen, Fryderyka II hrabiego Truhendingen, Krafta I hrabiego Hohenlohe-Weikersheim
- Matylda (1264-1284) – żona Albrechta hrabiego Löwenstein-Schenkenberg, nieślubnego syna cesarza Rudolfa I Habsburga

Dzięki temu małżeństwu Wirtemberg powiększył swoje terytorium m.in. o tereny dzisiejszego Stuttgartu.
Drugą żona Ulricha została Agnieszka, córka księcia śląskiego Bolesława II Rogatki; para miała jednego syna: Eberharda I.